# Мечислав Потоцький
Мечислав Людвік Потоцький (пол. Mieczysław Ludwik Potocki; 1810, Львів — 31 січня 1878) — граф, мистецтвознавець, організатор служби з консервації пам'яток Східної Галичини. Представник роду Потоцьких гербу Любич. Учасник повстання (офіцер війська польського) 1831 року. Кавалер хреста Віртуті Мілітарі. Сприяв перевезенню статуї Збручанського Світовида до Кракова, чим врятував її від знищення. Син Францішека Ксаверія Потоцького та Маріанни з Червінських. Навчався у Варшавському університеті. Не дозволив будівничому Єсселю Гершелю, який керував роботами з відновлення Костелу Непорочного Зачаття Пречистої Діви Марії (Городенка), змінити деякі деталі фасаду храму. Володів маєтком у селі Коцюбинчики. Похований на полі № 15 Личаківського цвинтаря.

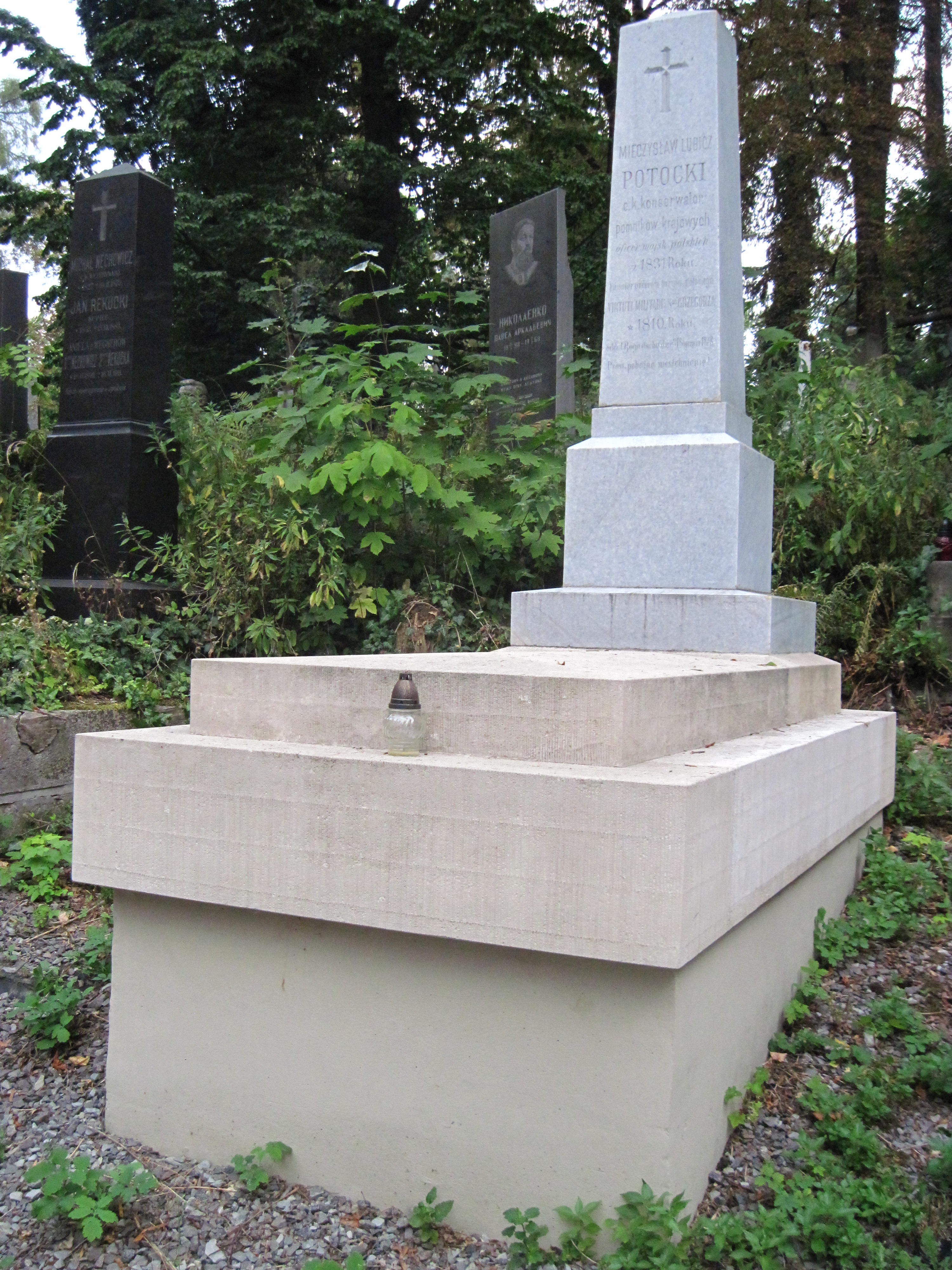
Надгробок Мечислава Потоцького, літо 2015